# Непорадна Неля Ігорівна
Не́ля І́горівна Непора́дна (* 1985) — українська бігунка та тренерка, спеціалізується в бігу на 1500 метрів.

## Життєпис
Першим примітив хист тренер Михайло Перегінець, який того часу лише прийшов працювати в ДЮСШ «Колос». Перша перемога — виграла Кубок ФЛАО, який проходив на стадіоні «Юність»; перемогла в дистанції на 200 метрів. 1999 року виконала норматив кандидата в майстри спорту. Перші міжнародні змагання виграла 2002 року — Всесвітні юнацькі ігри в Москві, тоді ж виконала норматив майстра спорту на дистанції 1500 метрів.
Чемпіонка світу і Європи серед юніорів. Виступала за прикордонні війська України.
Закінчила одинадцятою на чемпіонаті світу 2003 року в Парижі та виграла чемпіонат світу 2004 року в Гроссето. 2003 виконала олімпійський норматив і потрапила в штатну олімпійську збірну як кандидатка на олімпіаду. 2004 року виступала на Олімпіаді.
Найкращий особистий час — 4:03,73, досягла у червні 2005 року в Афінах.
2005 року виступала востаннє, тривалі лікування після травм не дали позитивного результату. 2006 року в Австрії довелося прооперувати ахілове сухожилля на лівій нозі. У 2008 році, коли вже практично відновилася та почала готуватися до змагань, про себе «нагадала» друга нога, її також довелося прооперувати.
Після завершення кар'єри три роки проживала в США. Після приїзду до Івано-Франківська взяла відповідальність за підготовку франківців до Півмарафону.